# Lietavos-Hauptschule Jonava

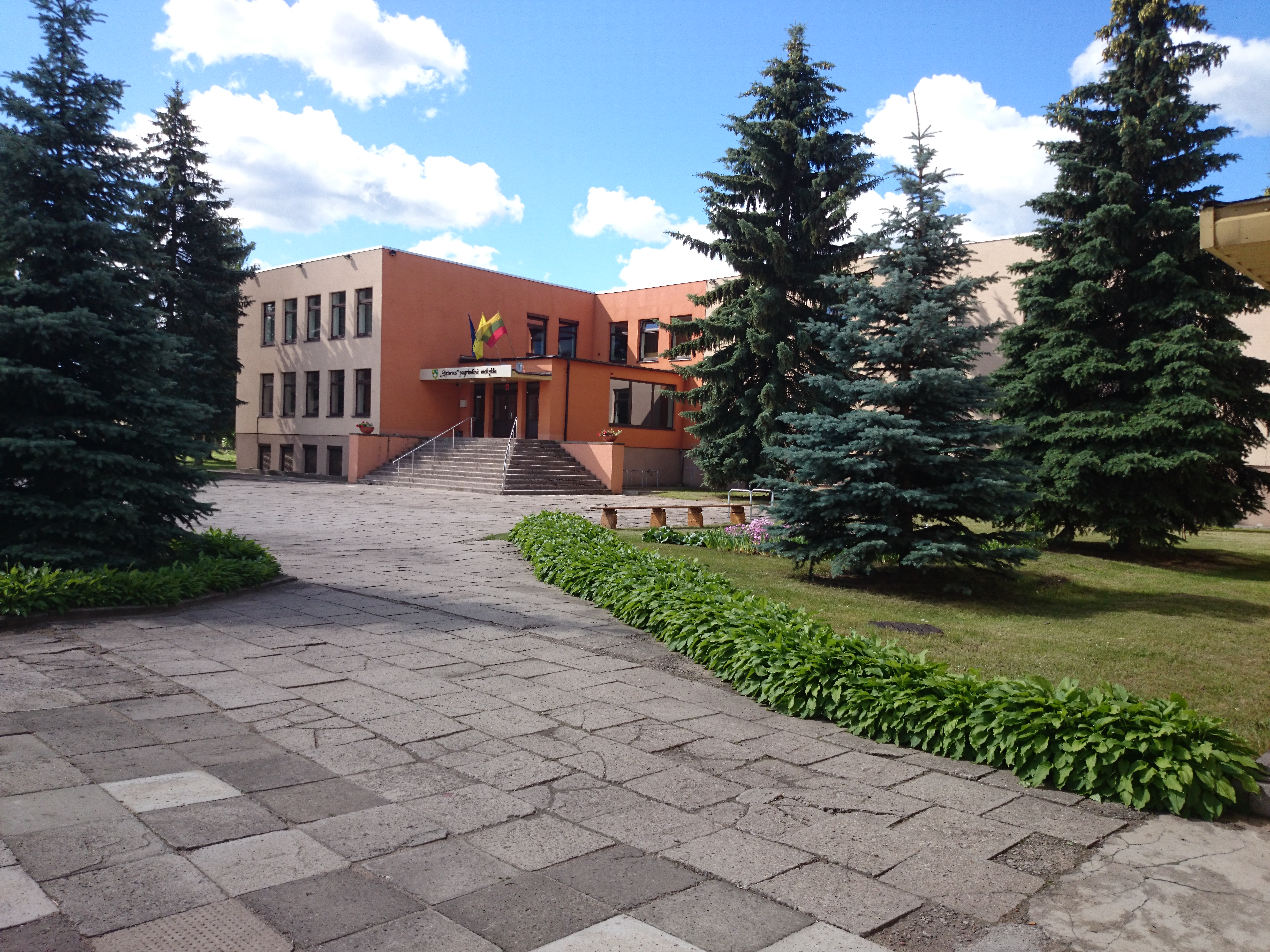
Haupthof

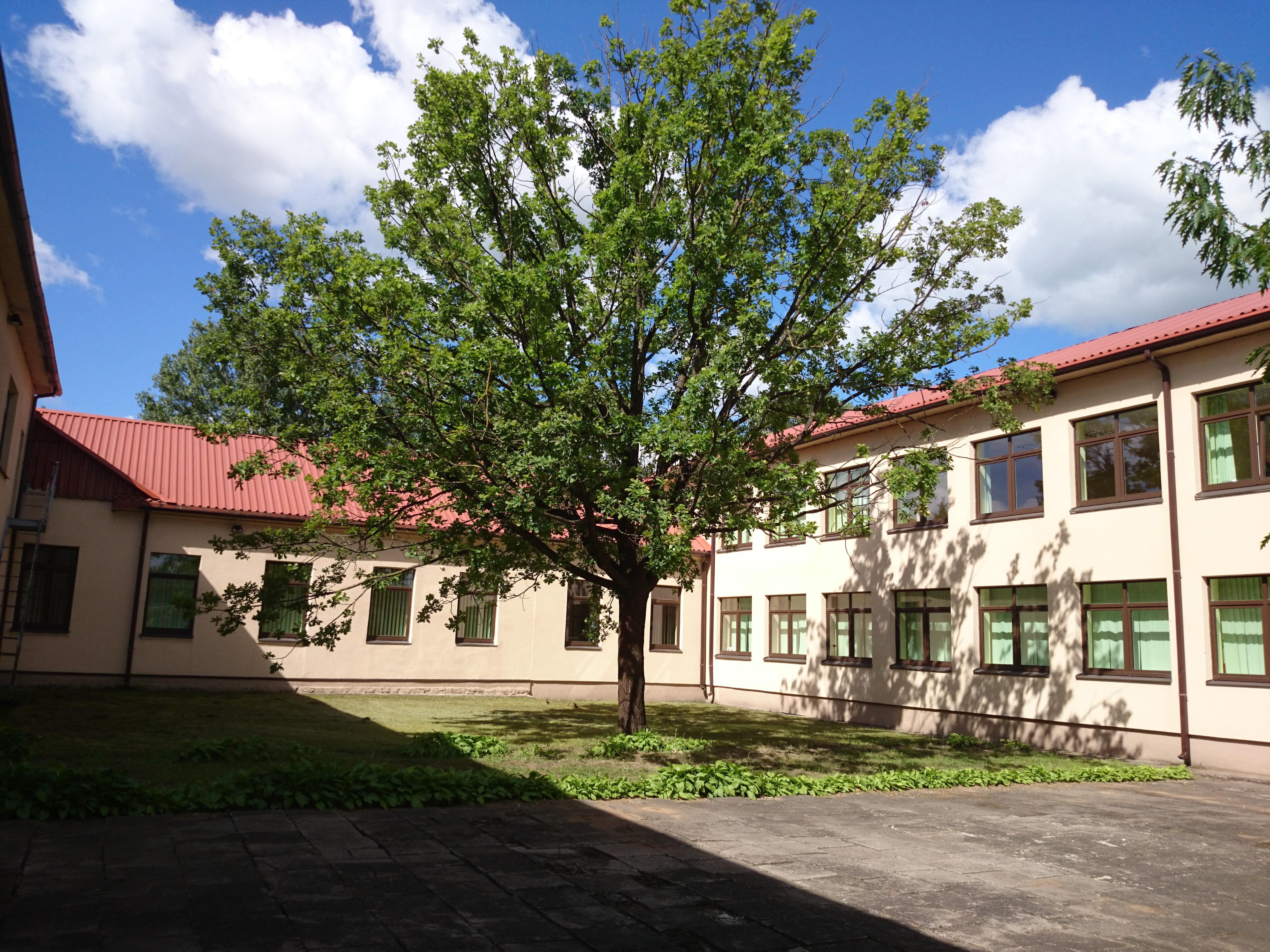
Innenhof

Lehrer

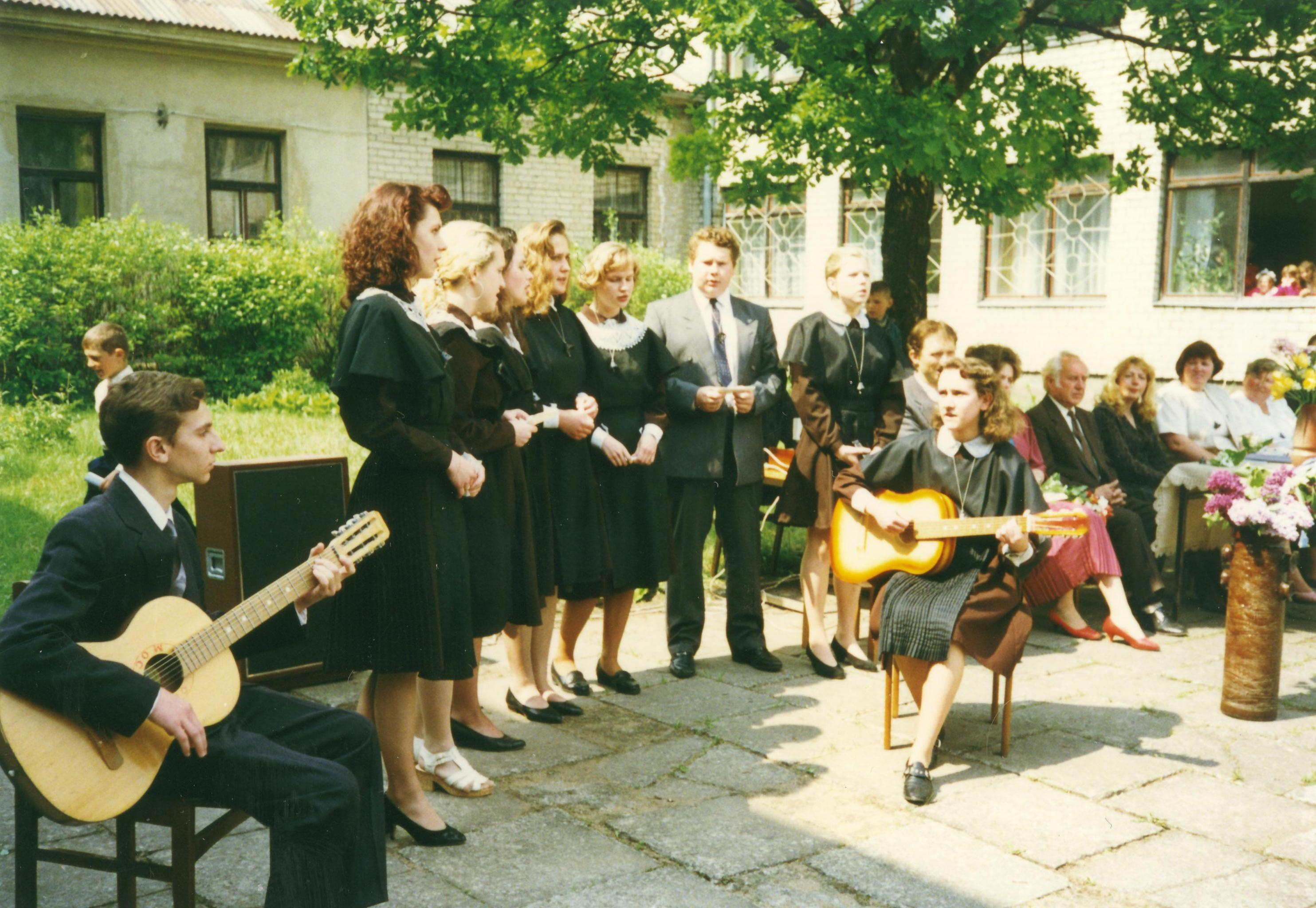
Schüler beim Schulfest

100-Tag-Feier, 1998

Die Lietavos-Hauptschule Jonava (lit. Jonavos „Lietavos“ pagrindinė mokykla) ist eine allgemeinbildende Schule (Hauptschule, 10 Klassen) mit der Vorschulerziehung im Stadtteil Baldininkai der litauischen Mittelstadt Jonava im Bezirk Kaunas, 35 km von der Großstadt Kaunas in der mitellitauischen Region von Aukštaitija. Von 1970 bis 2000 war sie eine Sekundarschule mit dem Abitur. Die Schule ist eine der ältesten in der Stadt.

## Geschichte
Im Jahr 1937 wurde die Grundschule am Bahnhof Jonava eröffnet. Sie befand sich in einem Privathaus. Am Anfang gab es nur eine Lehrerin.
1952 übertrug man die Bahnhofs-Grundschule Jonava zur Juri-Gagarin-Straße (jetzt Fabriko gatvė) im damaligen Sowjetlitauen. 1955 wurde die Schule zur 7-jährigen Schule und 1960 zur 8-jährigen Schule. 1970 baute man den Sportsaal. Ab 1970 hieß die Schule die 3. Sekundarschule Jonava (11 Klassen). Sie war eine weiterführende Schule des sekundären Bildungsbereichs mit jährlichen Abitur-Examen für alle Absolventen der 11 Klassen und später der 12 Klassen. Man führte zur Hochschulreife. Im Schuljahr 1982/1983 lernten hier 1.150 Schüler und arbeiteten 62 Lehrer. Es gab insgesamt 25 Reihen der Abiturienten.
2000 wurde die Schule zur Hauptschule reorganisiert.
Seit 2001 heißt die Schule „Lietavos“-Hauptschule Jonava, genannt nach dem Bächlein Lietava bei Upninkai in der Rajongemeinde Jonava. im Jahr 2006 verfügten 35  von den 41 Lehrern  über eine Hochschulbildung. Im November 2019 gab es 89 Mitarbeiter (Oktober 2024: 68).

## Abteilung Upninkai
Die Hauptschule hat eine Abteilung mit etwa 60 Schülern und 19 Kindern in der Vorschulbildung im Dorf Upninkai der Rajongemeinde Jonava. Sie entstand aus der Hauptschule, die 2019 reorganisiert wurde. Von 1987 bis 2001 bestand sie als die Sekundarschule Upninkai mit dem Abitur.

## Infrastruktur
- Große Sporthalle
- Kleine Sporthalle (gebaut in der Sowjetzeit als ein Schießstand)
- Fußballstadion
- Basketballplatz
- Schulmensa
- Werkstatt

## Schulpark
Anlässlich des 80. Jubiläums bauten die Mitarbeiter und die Schüler die Bäume am 13. Oktober 2017 mit Hilfe von Forstleute der Oberförsterei Jonava im Stadtteil Girelė (Jonava). So entstand der Schulpark. Die Initiatorin war die Mathematiklehrerin Lilija Kulitienė. Die Verwirklichung unterstützte das einheimische Handelsunternehmen Agrochema. 2019 wurde der Park nach einer Vandalismus-Zerstörung mit Hilfe von Juozas Cechanoveckas, Revierförster von Pageležiai, erneuert.

## Direktoren
- bis 1962 m. Antanas Dekontas (1927–2000), Mathematiklehrer
- 1962–2000: Kazys Šerėnas († 2010), Physiklehrer
- 2000–2009: Kęstutis Jakštas (1961–2009), Physiklehrer
- 2009: Gražina Švėgždė (* 1960), Russischlehrerin, kommissarische Direktorin
- 2009: Ina Skurdelienė (* 1975)
- Seit 2022: Liuda Urbonienė, ehemalige Leiterin der Hauptschule Panoteriai[7]

## Schüler
- Arnoldas Burkovskis (* 1967),  Bankmanager und Politiker, Vizeminister der Wirtschaft
- Vydas Dolinskas (* 1970), Kunsthistoriker, Museumsdirektor
- Donatas Dudutis (* 1973), Forstmann und Agrarpolitiker,  Vizeminister der Landwirtschaft
- Kęstutis Jakštas (1961–2009), Pädagoge, Physiklehrer, Direktor der Lietavos-Hauptschule
- Andrius Janukonis (* 1971), Unternehmer, Gründer des Konzerns ICOR UAB
- Saulius Pakalniškis (1958–2006), Biologe und Entomologe
- Arūnas Rimkus (* 1960), Geschichtslehrer, von 1988 bis 2019 Direktor des Jeronimas-Ralys-Gymnasiums Jonava, Politiker der Rajongemeinde Jonava
- Vytas Vaicekauskas (* 1967), Pädagoge und Politiker, Geschichtslehrer, Direktor der Erwachsenenschule Jonava, Vizebürgermeister von Jonava